# جايناجار ماجيلبور
جايناجار ماجيلبور (بالبنغالية: জয়নগর মজিলপুর)‏ (بالهندية: जयनगर मजिलपुर) (بالإنجليزية: Jaynagar Majilpur)‏ هي مدينة وبلدية جنوب منطقة بارجاناس في ولاية البنغال الغربية الهندية. تقع في الضواحي الجنوبية من كولكاتا. كمنطقة حضرية في محيط كولكاتا، تقع المدينة في منطقة كلكوتا الكبرى. وهي جزء من المنطقة التي تغطيها هيئة تطوير كولكاتا الحضرية في الواقع، جايناجار وماجيلبور هما مدينتان منفصلتان. منذ تشكيل البلدية، تعرف هاتان المدينتان معاً باسم جايناجار ماجيلبور.

## الجغرافيا
تقع مدينة جايناجار ماجيلبور في 22°10′31″N 88°25′12″E / 22.1751965°N 88.4200762°E. يبلغ متوسط ارتفاعها 8 أمتار (26 قدمًا).

## التاريخ
تحمِل مدينة ماجيلبور ذكرى حادثة كبيرة للغاية في تاريخ البنغال. عندما هُزمت راجا براتاباديتا روي، آخر ملك هندي مستقل من البنغال في جيسور من قبل قوات المغول، اضطرت عائلة الديوان (عائلة الوزير) وعائلة كاهن الدولة إلى الفرار لتجنب الاضطهاد والتحول. استقروا في بلدة ماجيلبور.
كانت المدينة تسمى «نصف كالكوتا» بسبب التطور الذي شهدته قبل الاستقلال مع ظهور صخور مثل سيفاناث ساستري.